# Aulacaspis saigusai
Aulacaspis saigusai är en insektsart som beskrevs av Sadao Takagi 1970. Aulacaspis saigusai ingår i släktet Aulacaspis och familjen pansarsköldlöss. Inga underarter finns listade i Catalogue of Life.